# Cultura nazca
Nazca o Nasca es una cultura arqueológica del Antiguo Perú que se desarrolló en los valles del actual departamento de Ica, alrededor del siglo I y entró en decadencia en el siglo VII. Su centro estaba ubicado en Cahuachi, en el margen izquierdo del río Grande, en la actual provincia de Nazca.
Su territorio llegó a abarcar desde Chincha por el norte, hasta Arequipa por el sur. Hasta el siglo VI d. C., aumentaron sus contactos con la zona andina, llegando inclusive hasta las zonas altas de Ayacucho. Este contacto tuvo especial importancia en la formación de la cultura huari.
Un aspecto distintivo de Nazca es su cerámica policromada, con figuras de hombres, animales y plantas. En muchas de estas cerámicas, se representan a hombres mutilados. El arte textil floreció a partir del desarrollo en la época de los Paracas. Tuvieron un estilo propio de trabajo de los metales, aunque de menor calidad al de la época de Chavín.
Lo más impresionante de esta civilización son los trazos efectuados en las Pampas de Jumana, conocidas como las líneas de Nazca, que representan figuras gigantescas de animales, seres humanos y diseños geométricos, hechos a una escala extraordinariamente grande y con mucha precisión. Se ignora su fin, aunque se ha teorizado que fuera un gigantesco calendario, resultado de observaciones astronómicas. Según los últimos hallazgos y estudios presentados en mayo de 2015 por parte de la Universidad de Yamagata en Japón, se postula que las líneas servían como epicentros de la actividad ritualista tanto de los Nazca como de otras culturas circundantes. Se ha revelado que las líneas fueron hechas por más de una cultura y en momentos históricos distintos. De esta manera cumplían una función integradora para todas las culturas que yacían entre la costa y sierra Iqueña. Se concluye también que servían para adornar el camino del peregrino hacia la ciudad de Cahuachi, centro sociopolítico de la cultura Nazca, ya que las líneas están hechas para verse desde cierta altura.
La economía nazquense estaba basada en la agricultura intensiva. Los nazcas lograron resolver el problema de tierras eriazas en la costa mediante el empleo de una red de acueductos, que constituye una verdadera hazaña de su ingeniería hidráulica.

## Estudios

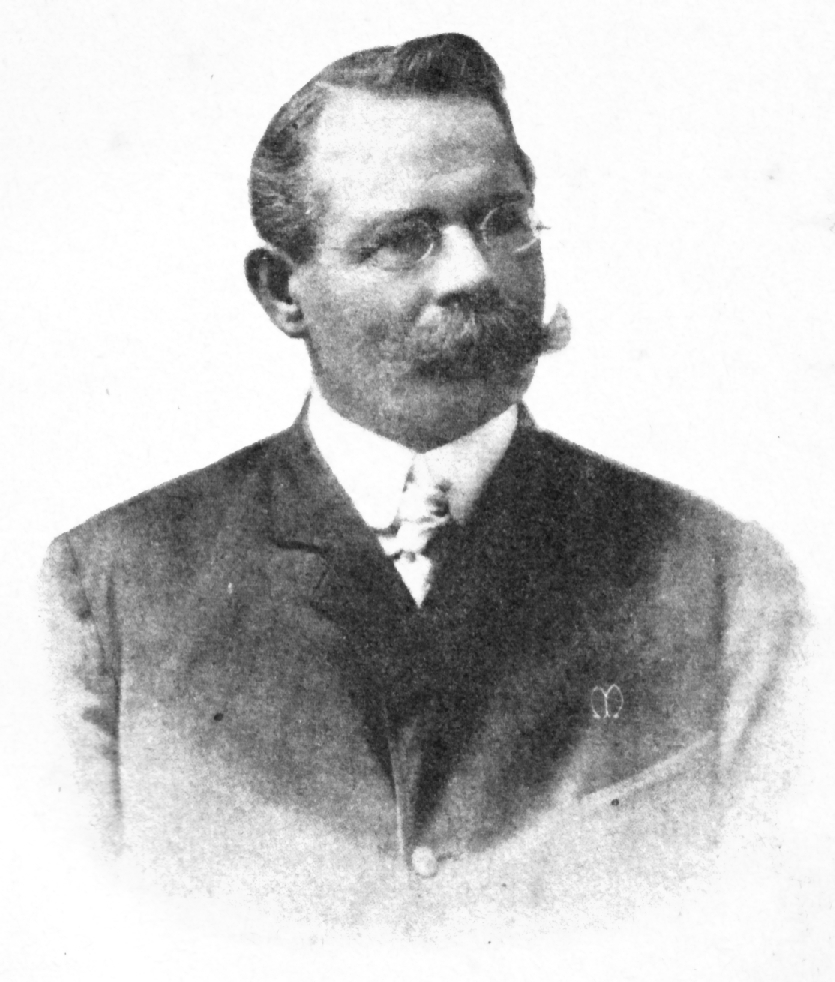
El arqueólogo alemán Max Uhle, descubridor científico de la cultura nazca.

El descubridor científico de la cultura Nazca fue el arqueólogo alemán Federico Max Uhle, quien la estudió por primera vez entre los años 1900 y 1901. Con los hallazgos que hizo en Ocucaje, Uhle identificó el origen y las características de esta cultura, a la que denominó Proto-Nazca, y a la que cronológicamente ubicó como anterior a la expansión de Tiahuanaco (hoy Tiahuanaco-Huari), al lado de otras culturas identificadas también por él: Proto-Chimú (Moche) y Proto-Lima. Dividió a la vez a Proto-Nazca en dos fases, la primera caracterizada por su cerámica decorada con figuras realistas o esquemáticas, y la segunda por incluir dibujos muy estilizados, que ocupaban todo el espacio disponible en la superficie. John Rowe denominó a estas fases, Nazca Monumental y Nazca Prolífero, respectivamente.
Posteriormente, muchos investigadores se interesaron también por esta cultura, entre ellos Julio C. Tello, Toribio Mejía Xesspe, Paul Kosok y María Reiche.
Otros estudiosos destacados son Donald Proulx (1968) sobre la cerámica; Francisco González García (1978) y Katharina Schreiber en colaboración con Josué Lancho (1988) sobre los acueductos; y Giuseppe Orefici (1988) y Helaine Silverman (1993) sobre Cahuachi, de la que se dice que fue la capital de los nazca.

## Origen y difusión
Se desarrolló en la costa sur del Perú, en la actual Región Ica, que comprende los valles de Chincha, Pisco, Ica, Río Grande y sus tributarios (Nazca, Palpa, El Ingenio), hasta el valle de Acarí, que ya está en la Región Arequipa; estos valles atraviesan una zona costera desértica. 
En su fase final, la cerámica nazca se irradió hasta la sierra, en Ayacucho, donde poco después recibió la influencia del estilo Tiahuanaco (cultura), venido del altiplano. De esa conjunción nació el estilo cultural huari, que posteriormente se extendería hasta el área misma de la cultura nazca.

## Continuidad
La cultura nazca estuvo fuertemente influenciada por la anterior cultura topará (Paracas-Necrópolis), que se desarrolló también en ese territorio; ambas tenían las mismas tradiciones y usaron las mismas técnicas de agricultura. Eran también culturas militares. 

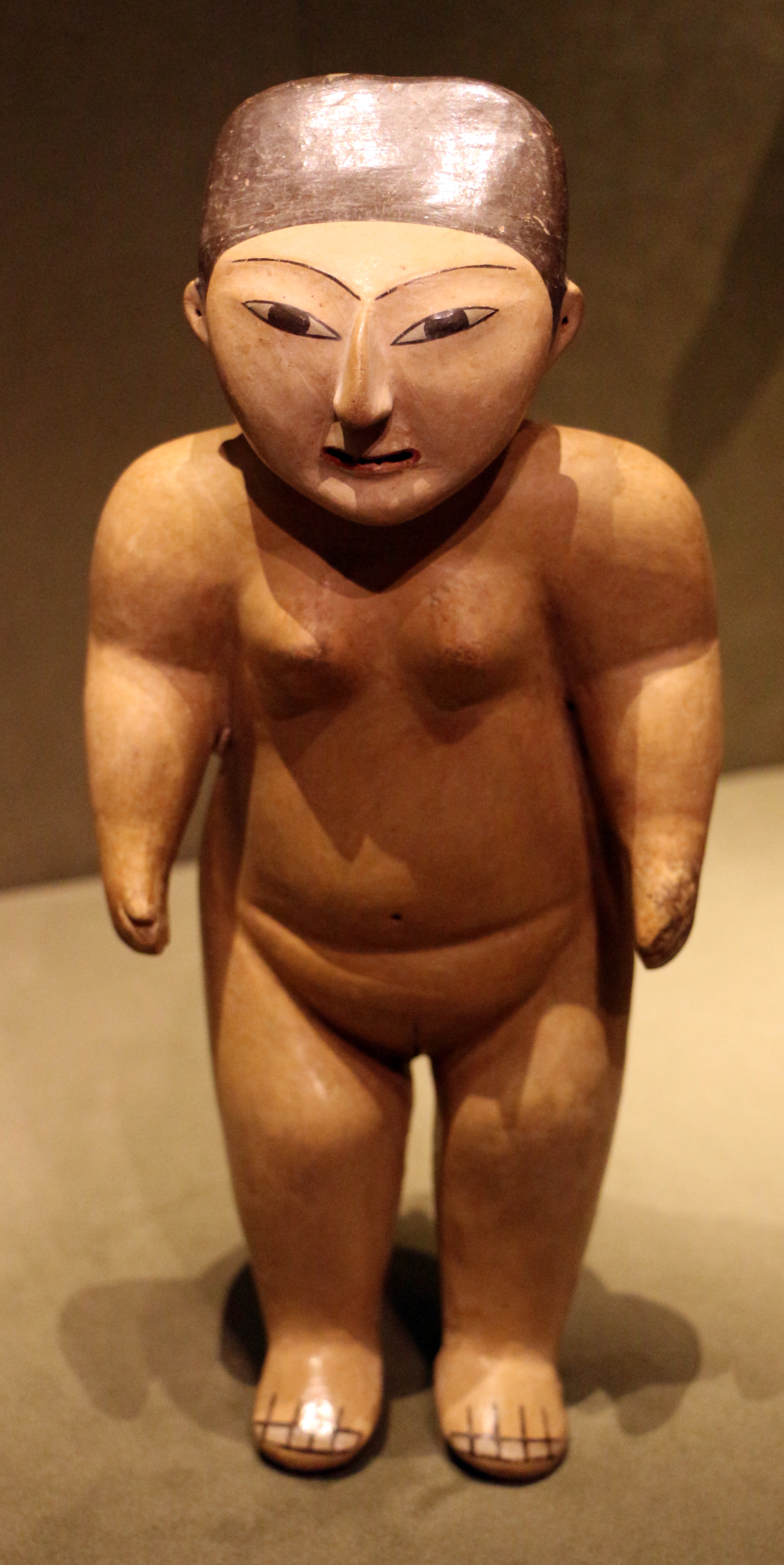
Venus nazca

Los topará son conocidos por sus textiles extremadamente complejos y bellos; los nazca, en cambio produjeron una serie de hermosas cerámicas y geoglifos (las Líneas de Nazca), y construyeron un impresionante sistema subterráneos de acueductos, conocido como puquios, que siguen funcionando hoy en día.

## Etapas
La historia de los nazcas se divide en cuatro etapas:
- Nazca temprano: Las primeras comunidades nazcas se desenvolvían en la cuenca del río Grande, con cerámica propia, sin influencias foráneas.
- Nazca medio: Es la época de la formación de la cultura, bajo la influencia de la cultura Paracas-Necrópolis (ahora conocida como cultura topará). Empiezan las representaciones iconográficas de sus dioses en sus ceramios y textiles. También surge el centro ceremonial y administrativo de Cahuachi.
- Nazca tardío: Es una época de cambios, cuando Cahuachi es abandonada, trasladándose su población a otro lugar. Destaca el centro de La Estaquería. Se cree que los nazcas establecieron por entonces relaciones con los huarpas, un pueblo de la sierra, cerca de la actual Ayacucho, contacto que tuvo fundamental importancia en el surgimiento de la cultura huari.
- Nazca Final: Es la decadencia, que se inicia hacia el 700 d. C. Se desconocen sus causas; posiblemente se debieron a una combinación de reveses climáticos, pues hay evidencias de un retroceso de la frontera agrícola, a expensas del desierto. Otra posibilidad es el arribo de poblaciones belicosas, como los waris.

## Sitios arqueológicos
En el valle de Ica:
- Cerro Max Uhle
- La Tinguiña

En el valle de Río Grande:
- Ventilla

En el valle de Nazca:
- La Estaquería
- Cementerio de Chauchilla
- Cahuachi (posiblemente el principal centro ceremonial, por su gran extensión)

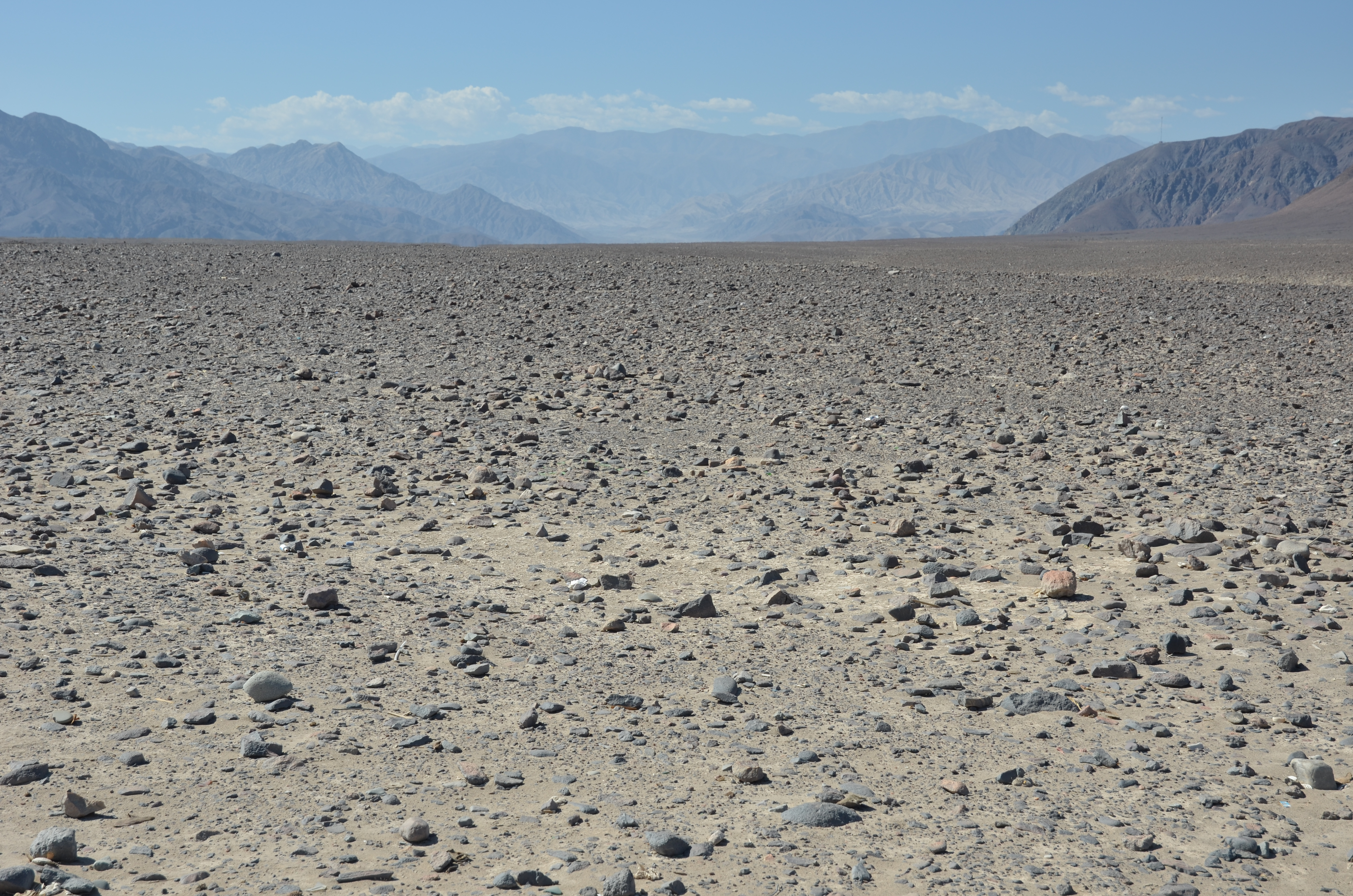
Desierto costero en Nazca

- Pueblo Viejo

En el valle de El Ingenio:
- Templo Pintado de El Ingenio

En el valle de Palpa:
- La Muña

En los desiertos de Nazca y Palpa:
- Líneas de Nazca

En el valle de Acarí:
- Chaviña
- Tambo Viejo

## Economía
Los Nazcas fueron una cultura cuya economía de subsistencia estaba cimentada en una agricultura intensiva.

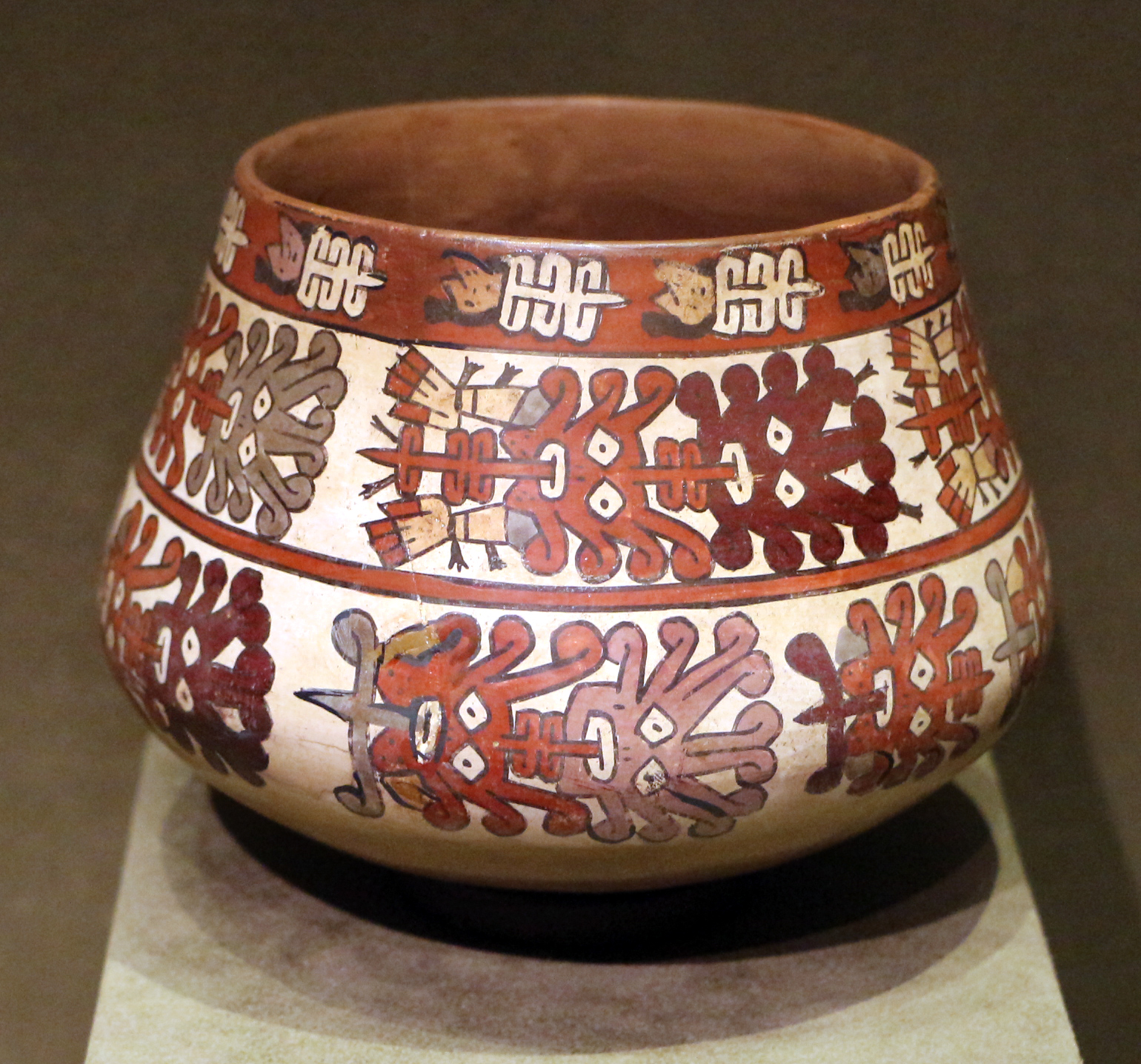
Recipiente

### Agricultura
La base de la economía era la agricultura, actividad que se presentó para los nazca como un reto difícil de superar por las características geográficas de la región donde se desarrollaron, pues el clima es bastante seco, las tierras agrícolas son pocas y existe poca agua para el regadío debido al poco caudal que llevan los ríos de esa región del Perú especialmente los de la cuenca del río Grande. Al respecto, el sabio Antonio Raimondi observó que:

En el subsuelo de Nazca existe agua subterránea, pero, hallándose ésta a la profundidad de 4 o 5 metros, no puede servir para riego de los terrenos. El río, comúnmente sólo tiene agua corriente durante 40 días en el año, de manera que, por más de 10 meses Nazca carecería de agua si no fuera por los trabajos emprendidos por los antiguos indios.

La manera cómo resolvieron los nazcas este problema es uno de los logros más admirables de su cultura. Aplicando una notable tecnología hidráulica, construyeron acueductos, canales y pozos que permitieron abastecer permanentemente de agua los terrenos de cultivo, logrando así desarrollar una agricultura sólida.
Los principales cultivos fueron: maíz, frijol, calabaza, zapallo, yuca, maní, ají, guayaba, lúcuma, pacae y algodón. Con este último desarrollaban sus tejidos y vestimentas.

### Pesca
Los nazcas vivían frente a un rico mar cuyos productos aprovechaban mediante la pesca y el marisqueo. Esta relación con el mar se evidencia en muchas de las decoraciones que aparecen en su cerámica. No solo aparecen íconos marinos como la ballena, sino también representaciones de esas actividades. Además de la pesca y marisqueo se cree que la caza debe haber sido otra actividad económica complementaria.

### Comercio
Los nazca realizaron también actividades comerciales de relativa importancia, intercambiando sus productos excedentes como sus cerámicas y textilerías con sociedades relativamente alejadas de la costa, como los huarpas, en la sierra.

## Logros tecnológicos

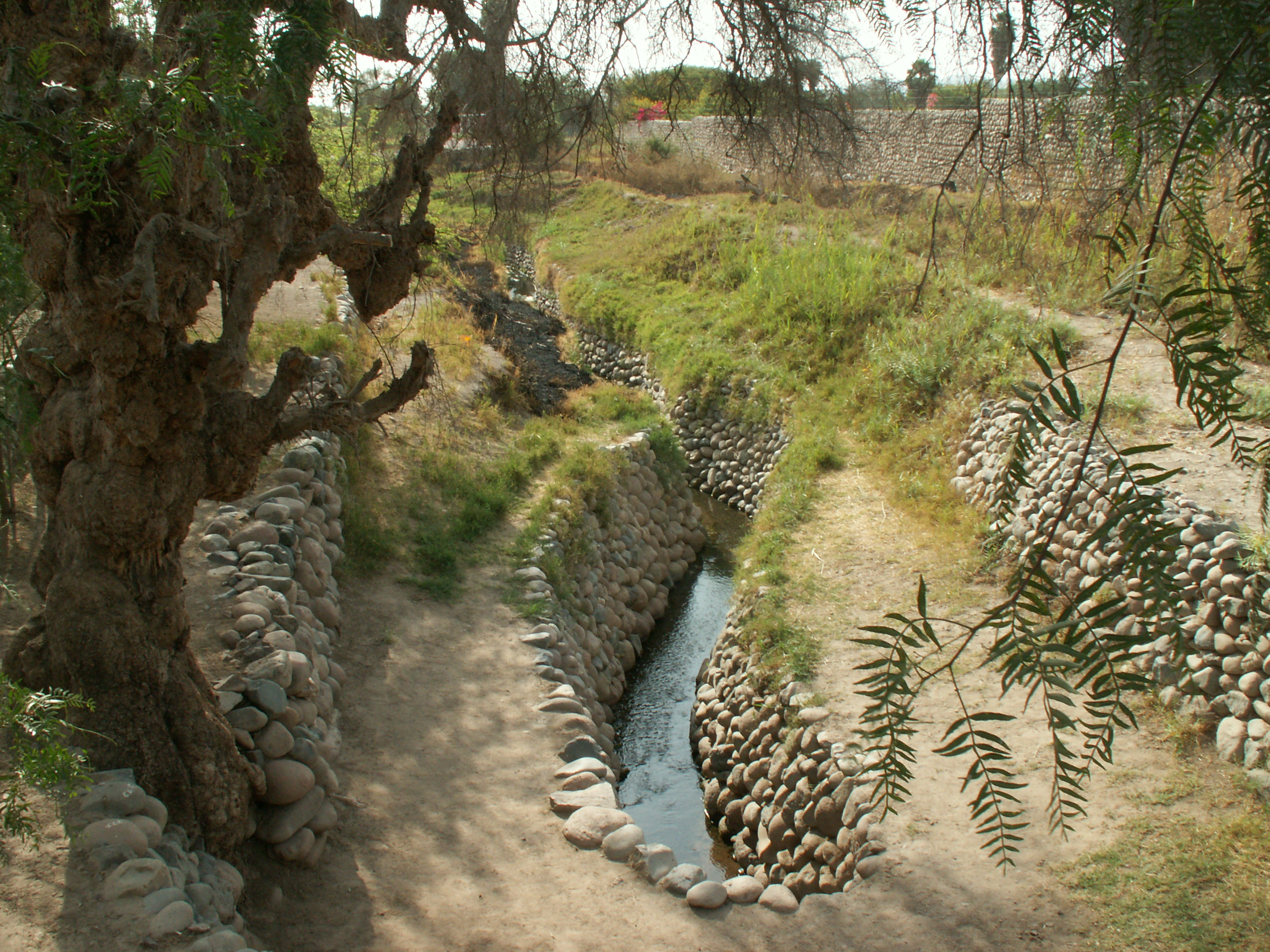
Canal de riego Nazca.

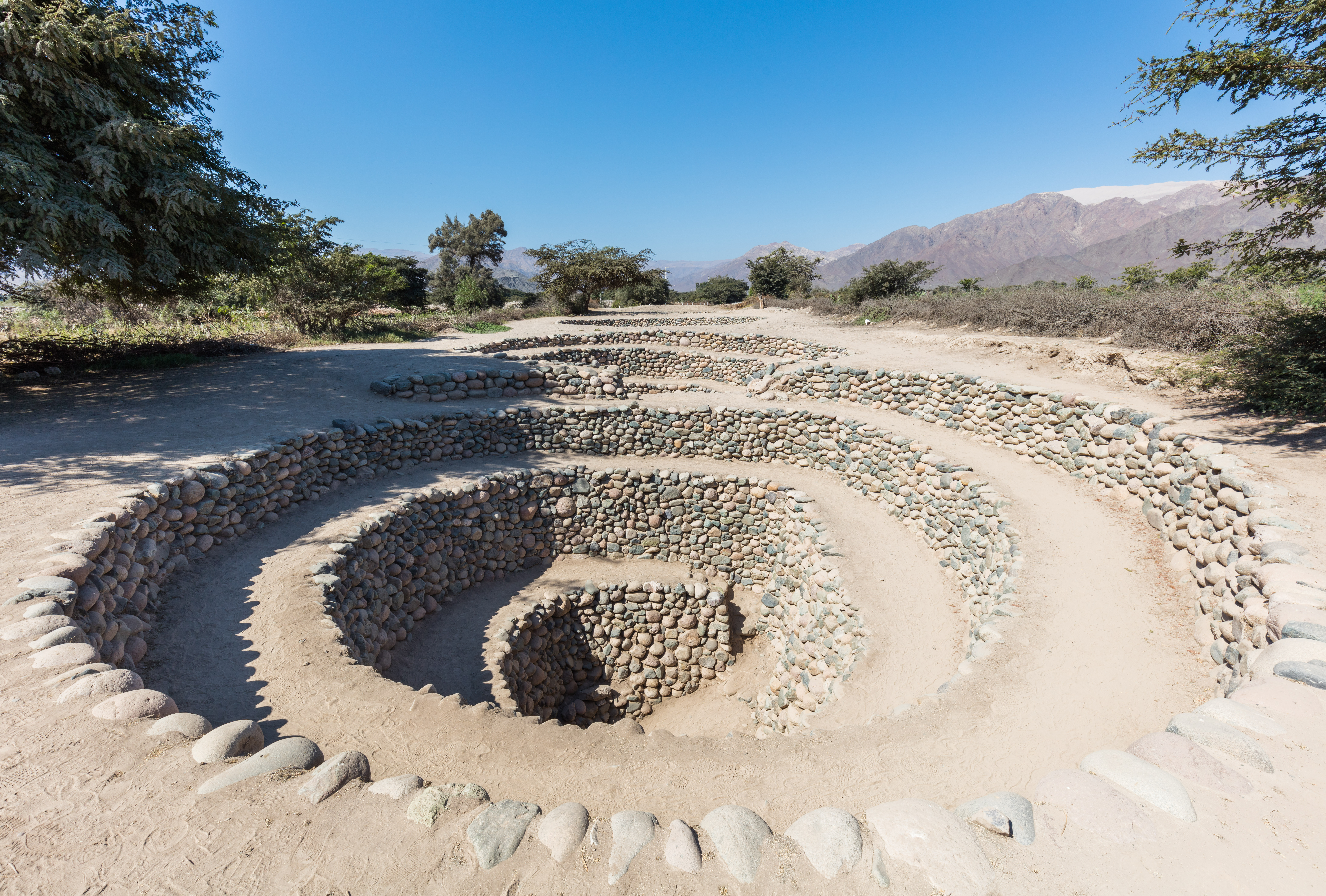
Acueducto subterráneo de Cantalloc.

La tecnología se desarrolló principalmente en el ámbito agrícola, aplicando la ya mencionada ingeniería hidráulica para la construcción de un excelente sistema de acueductos, canales y pozos, con la finalidad de abastecer de agua los terrenos de cultivo de manera permanente. Estos «canales de irrigación» todavía están en uso.
Para hacer los acueductos, primero cavaban varios pozos ubicados a 20 o 50 metros unos a otros, hasta que encontraban la capa freática (es decir, el nivel por el que discurre el agua en el subsuelo). Luego, las aguas así halladas eran encauzadas a través de canales subterráneos (trabajados con piedras, lajas y techo de tronco de huarango) y conducidas hacia los depósitos de agua, llamados localmente cochas, desde donde se irrigaban los valles. De trecho en trecho, esos canales subterráneos presentaban «ojos» o pozos, por los que se podía bajar a fin de realizar la limpieza y mantenimiento necesarios.
Las obras de acueductos debieron significar gran esfuerzo físico, organizado y dirección técnica de ingenieros hidráulicos. Los acueductos más importantes son: Ocaña, Matara, Uchulla, Tejeje, Bisambro, Cantillo, Aja, Curve, Llícuas, Soisonguito, Copara y la Achirana.

## Organización social
En la cabeza de la pirámide social de los nazca estaban las autoridades centralizadas, constituidas por los señores y los sacerdotes. Estos tenían la capacidad de organizar el trabajo comunitario y dirigir las complejas actividades ceremoniales. Esta élite vivía en edificios piramidales, en sectores especiales cuyas habitaciones estaban hechas con adobe y muros cubiertos con una capa de yeso o cal para tapar las grietas. 

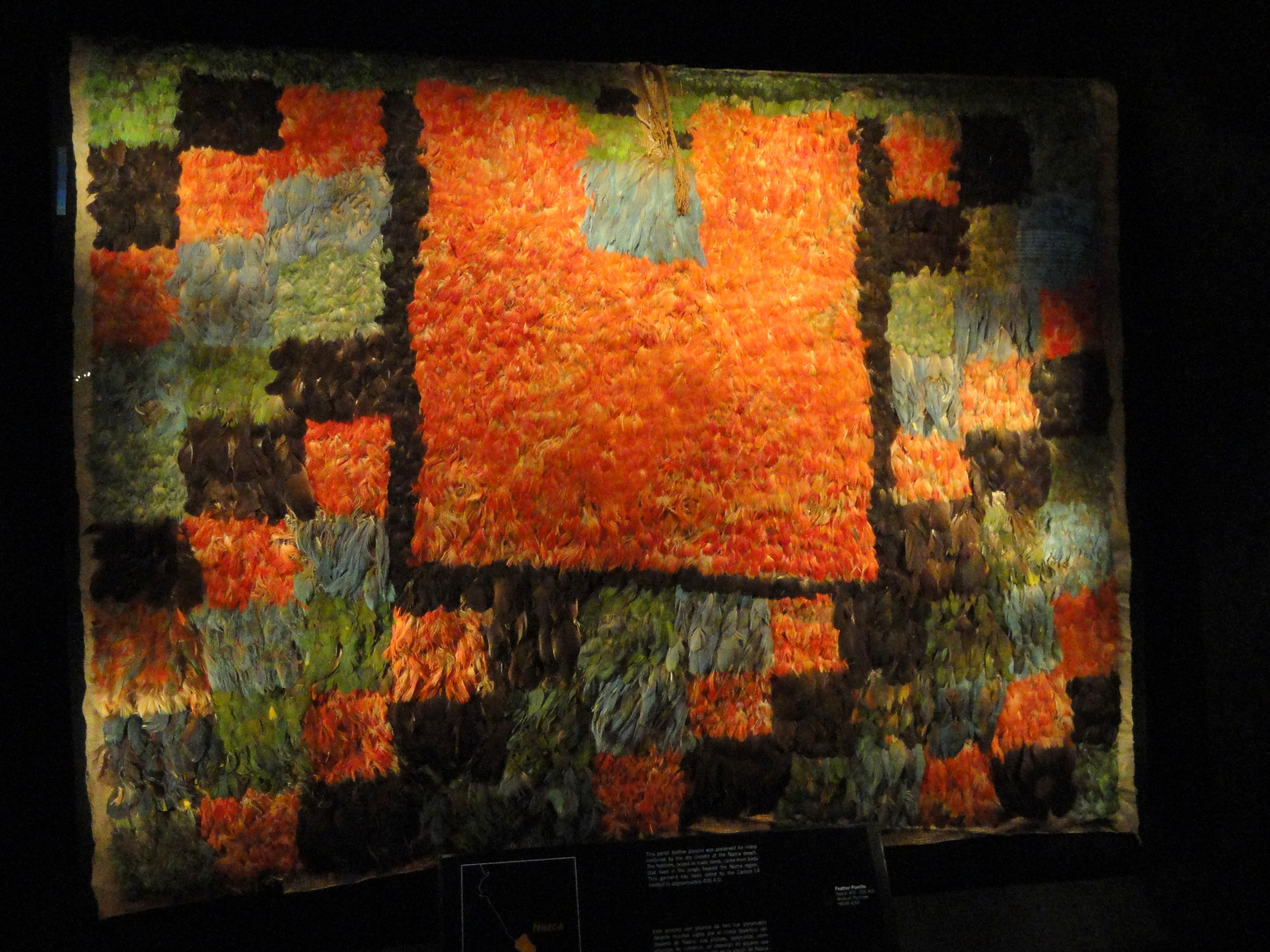
Túnica con plumas

Al servicio de estas autoridades se encontraba una gran cantidad de artesanos especializados, tales como ceramistas y textileros, astrólogos, músicos y soldados, los cuales habitan en pequeñas ciudades y centros ceremoniales, entre los que destaca el complejo de Cahuachi. Los guerreros en particular formaban una clase social muy respetada y temida. Debido a que eran caracterizados por su fuerza y orgullo. 
En la base de la sociedad se encontraban los agricultores y pescadores, los cuales vivían dispersos en diversos puntos del territorio. Los agricultores tenían casi la totalidad de los valles, ya que así podrían desarrollar la agricultura, con más espacio y terreno fértil.

## Organización política
La cultura nazca no tuvo un gobierno unificado ni una capital, sino que fue una agrupación de señoríos locales. Estos señoríos ocupaban los valles, en cuyos extremos se hallaban los asentamientos, pues el resto del territorio a lo largo de cada río estaba dedicado exclusivamente a la agricultura. 
Estos señoríos realizaban eventualmente alianzas, siendo el único vínculo común la religión, además de la cultura. Las luchas entre ellos debieron ser incesantes. 
Los nascas eran muy aficionados de la guerra. Andaban siempre en busca de cabezas-trofeos y pintaban sus rostros imitando las manchas del halcón, tal como se puede apreciar en sus representaciones artísticas.
Se presume que la expansión de la cultura fue de tipo militar, violenta y sangrienta, sobre la base de los siguientes hechos: la aparición brusca de la cerámica nazca en algunos yacimientos; la existencia de ciudades fortificadas en el área nazca; la gran cantidad de armas halladas en las tumbas; y la costumbre de las cabezas-trofeo. La expansión nasca obedeció posiblemente a la búsqueda de nuevas tierras de cultivo, ante el proceso de desertificación que amenazaba su propio territorio.

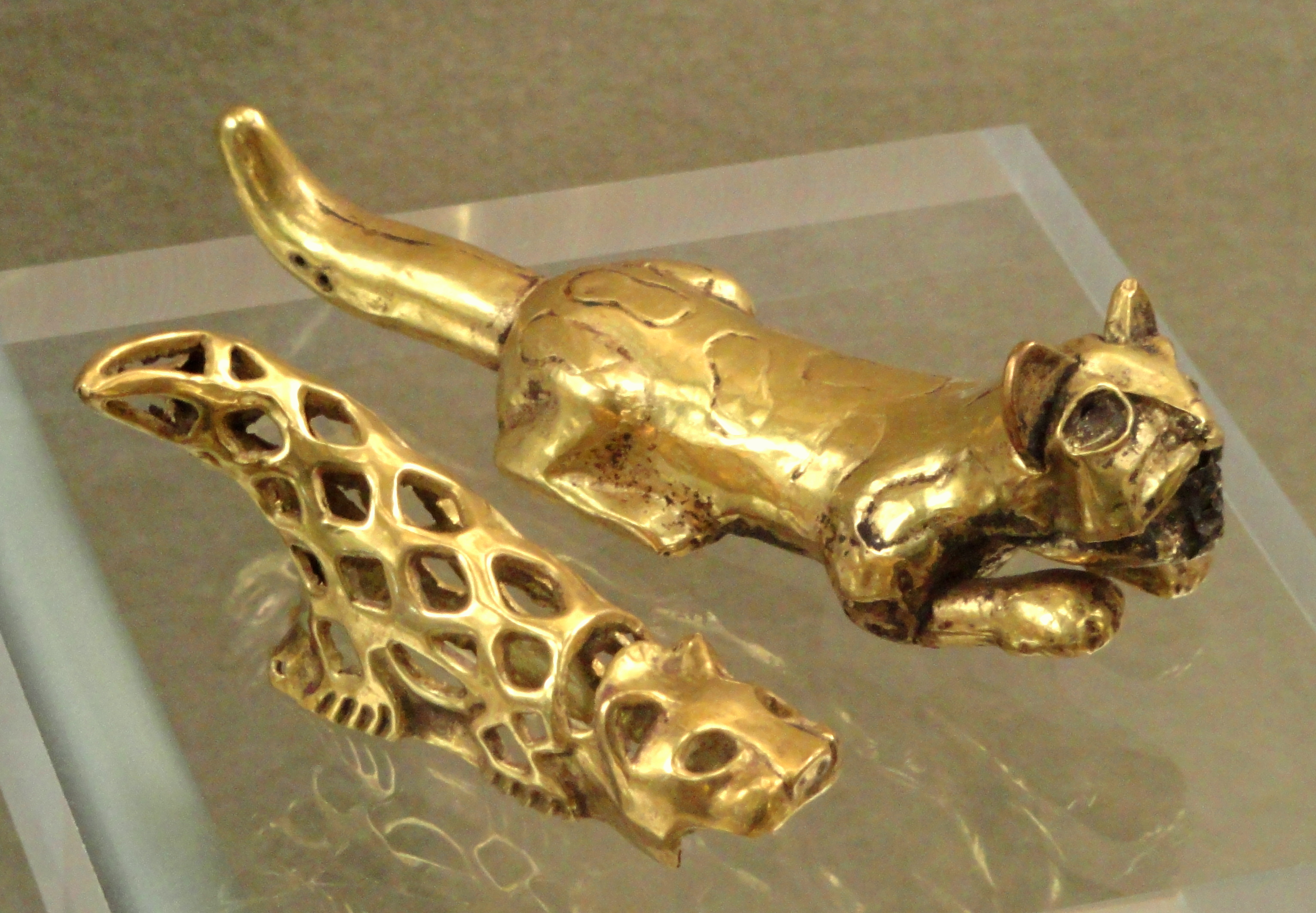
Figuras de felinos, hechas en oro

## Costumbres
Algunas de las costumbres de los nazcas fueron las siguientes:
- Los trabajos que ellos realizaban la mayoría de veces era acompañados por un banquete que casi siempre era chicha con varios alimentos.
- Existen testimonios de cultos individuales como ofrendas en forma de atados.
- Hay también testimonios de cultos colectivos, de consumo de alimentos en recipientes ceremoniales y acompañamiento musical con antaras y tambores.
- Cuando por alguna razón se juzgaba que la huaca residente en el templo perdía su poder o estaba descontenta, la comunidad procedía a reconstruirla. Se derrumbaban los techos y las paredes y se quebraban las columnas, pero los cimientos eran cuidadosamente sepultados y sellados. Sobre la plataforma se construía un nuevo ambiente de culto. El número de reconstrucciones guardaba relación con la importancia y el poder político de la comunidad encargada de su culto.
- Estaban acostumbrados a los sacrificios humanos en rituales religiosos o en ceremonias bélicas.
- Momificaban las cabezas de las personas muertas, adornándolas y tejiéndolas, para hacer sus ritos, como una ofrenda a sus dioses.

## Logros culturales

### Estilos
En el desarrollo del estilo nazca se perciben con claridad dos tendencias:
- La Monumental, relativamente sobria y naturalista.
- La Prolífera, de tipo barroco, con énfasis en los aspectos sobrenaturales.

También se distinguen cuatro etapas:
- Nazca Temprano, con la tendencia Monumental (aprox. 100 a. C.-400 d. C.).
- Nazca Medio, con ambas tendencias, la Monumental y la Prolífera (aprox. 400-500 d. C.).
- Nazca Tardío, con la tendencia Prolífera (aprox. 500-700 d. C.).
- Epigonal o Disyunctivo, etapa en la que sobreviven algunos elementos nazcas, en un contexto cultural totalmente cambiado (700-900 d. C.)

Existen evidencias que indican que el pase de una tendencia a otra, ocurrida hacia el siglo V-siglo VI d. C., estuvo condicionada por importantes cambios políticos y sociales.

### Geoglifos
Los geoglifos son la expresión artística más conocida de los nazcas. Estos son unos enormes dibujos trazados sobre las pampas de Jumana, Ingenio, San José y Socos, entre Nazca y Palpa, al norte del asentamiento de Cahuachi (entre los km 419 y 465 de la Panamericana Sur). Se trata de unas 10 000 líneas que cubren un área de 520 km². Representan una serie de figuras antropomorfas, zoomorfas, fitomorfas y amorfas, asociadas a líneas rectas de varios kilómetros de largo, que forman 40 plazoletas con diversas formas (triángulos, trapecios). Entre los mayores dibujos podemos mencionar el Mono (90 m), el Lagarto (180 m), el Pelícano y el Cóndor (135 m cada uno). Otras figuras destacables son el Colibrí y el Hombre-lechuza. Todas han sido realizadas con una precisión que hasta hoy asombra al mundo. Fueron descubiertas en 1926 por Toribio Mejía Xesspe, entonces un joven arqueólogo, colaborador de Julio C. Tello. Luego ha sido estudiada por Paul Kosok en 1941 y sobre todo por la célebre María Reiche, que dedicó 40 años de su vida a su investigación y conservación. Sobre su significado, se han tejido una serie de teorías, que van desde la especulaciones fantásticas hasta las de carácter científico. La teoría más difundida es que sea un gigantesco calendario astronómico, con finalidad práctica. Otra posibilidad es que las pampas fueran un lugar sagrado en la que se realizaban ceremonias religiosas; las líneas serían caminos o ceques hacia los adoratorios y las figuras se habrían hecho para agradar a los dioses.
Llama también la atención el hecho de que dichas líneas hayan sobrevivido pese al paso del tiempo. Ello se explicaría por su ubicación, en una zona desértica con pocas precipitaciones y protegida del viento, lo que demostraría los conocimientos de geografía y meteorología que tuvieron los nazcas. Las figuras son difíciles de observar desde el llano. Para visualizarlas es necesario elevarse a cierta altura. 
Los dibujos de Nazca forman parte de una tradición practicada en otros lugares del Perú. Entre Saña al norte y Tacna al sur se ha podido ubicar más de 20 lugares con líneas y dibujos entre los cuales destaca las Pampas de Siguas. Sin embargo, ninguno de estos iguala a los de Nazca en cuanto a enormidad, precisión y abundancia.

### Arquitectura

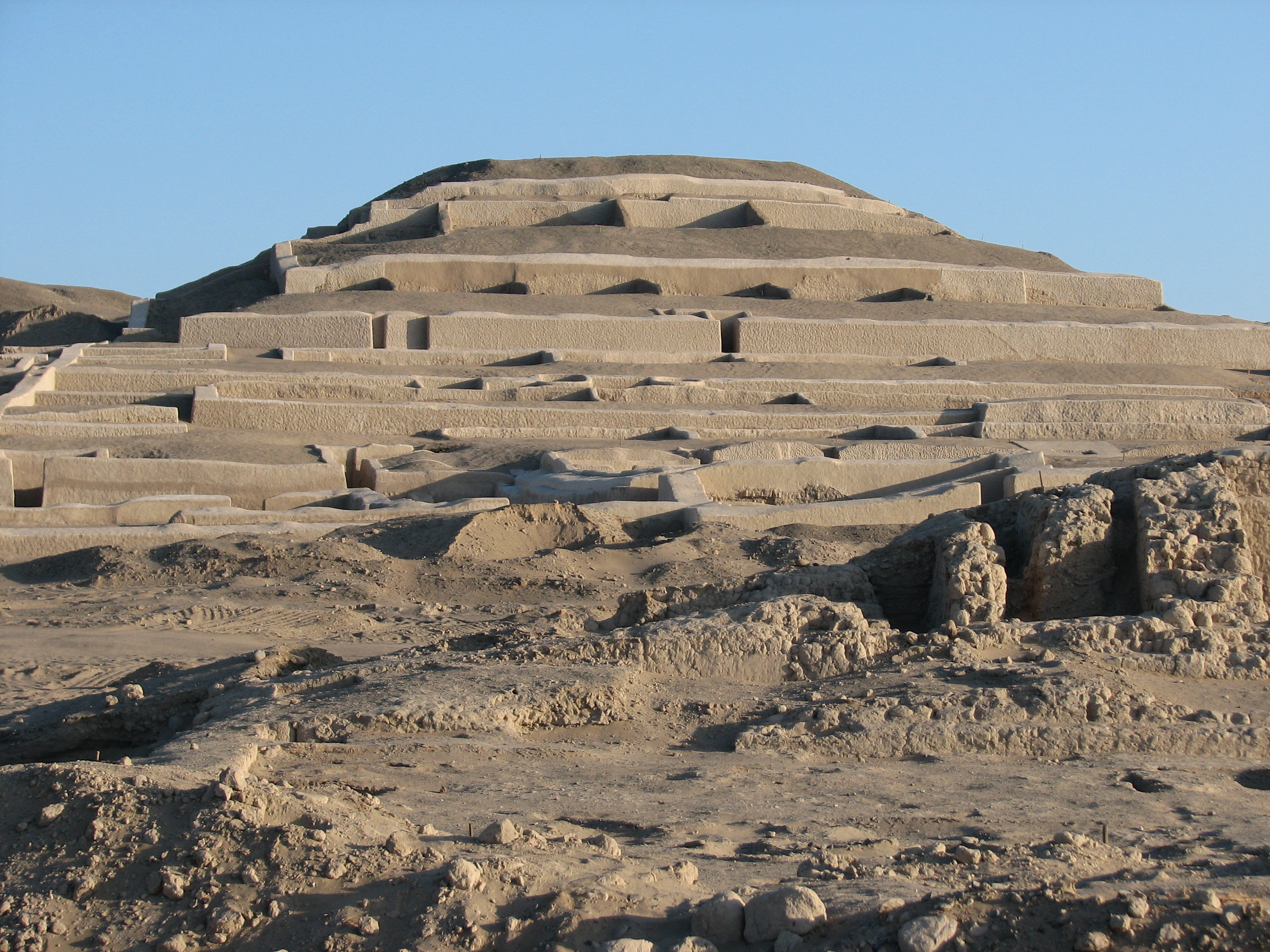
Complejo arqueológico de Cahuachi, atribuido a la cultura Nazca.

Los nazcas utilizaron como principal técnica el uso del adobe. Destaca el complejo arqueológico de Cahuachi, a orillas del Río Grande, con más de 150 hectáreas de superficie. Tiene un templo de corte piramidal, de terrazas superpuestas, y un palacio de los jefes guerreros, en medio de seis barrios o complejos arquitectónicos bien definidos. Se puede detectar dos técnicas de construcción: una con adobes de forma cónica y otra con paredes de quincha. Son, sin embargo, pocas las construcciones masivas y sólidas de adobe; la mayoría de las estructuras fue levantada sobre suelos elevados y montículos, encima y alrededor de los cuales se erigieron estructuras artificiales.
Más que un centro urbano, Cahuachi debió ser más principalmente un centro ceremonial, el más importante de los nazca, según todos los indicios. El carácter sagrado de este sitio lo evidencia el hecho de que, antes de su construcción, fue un sitio de huacas, es decir, de lugares sagrados según la cosmovisión andina (como podría ser un cerro de formación peculiar). Lo que hicieron los arquitectos nazcas fue elaborar y exagerar el aspecto truncado de esos cerros.
Cahuachi floreció de principios del siglo I hasta el 750, aproximadamente. En su última fase, hay indicios de que muchas de sus estructuras fueron destruidas, mientras que otras fueron sepultadas con gruesas capas de arcilla. Se convirtió principalmente en un gran cementerio, lo que coincide con un periodo de enfrentamientos bélicos dentro de la sociedad nazca.
A 4 km de Cahuachi se halla La Estaquería, que sería el sitio que le sucedió como centro ceremonial. Allí se halla los restos de una plataforma artificial de adobe donde originalmente se hallaban 240 postes de huarango, distribuidos en 12 hileras de 20 estacas cada una.  Cada estaca se halla separada una de otra por una distancia de dos metros y parecen ser columnas que soportaban un techo. Desgraciadamente, estas estacas han ido desapareciendo paulatinamente y actualmente quedan pocas en pie. Las investigaciones han determinado que La Estaquería se mantuvo vigente hasta el año 1000 (época wari) cuando fue sepultado por un aluvión de barro y arena.
Otros centros urbanos nazcas fueron Tambo Viejo, Huaca del Loro y Pampa de Tinguiña.

### Cerámica

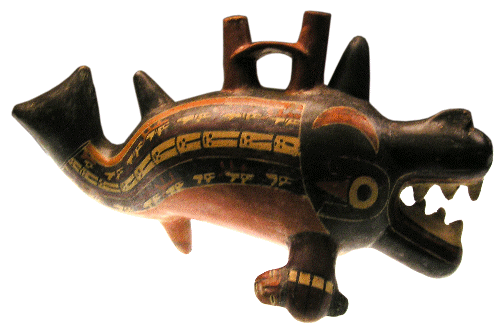
Cerámica Nazca.

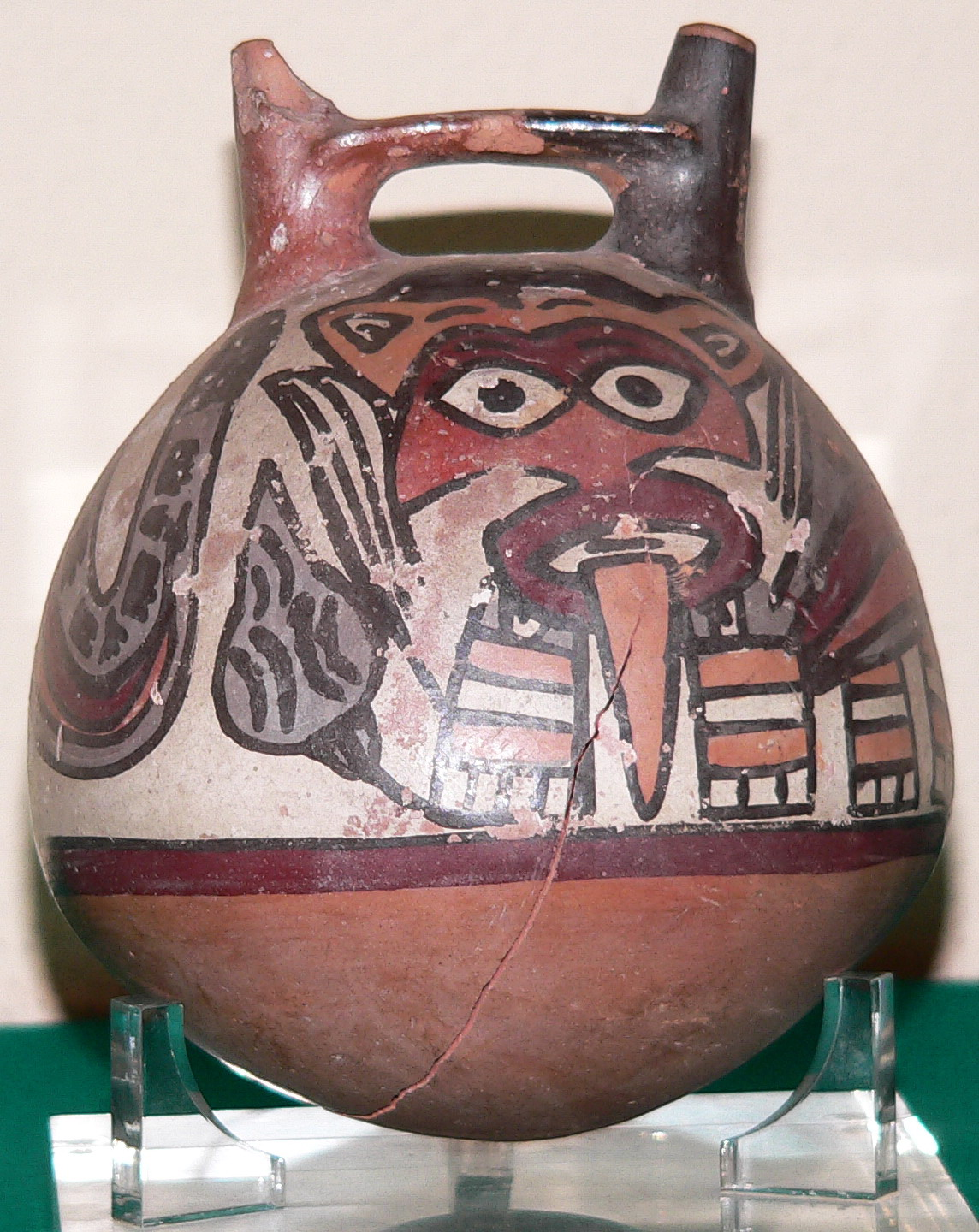
Típico huaco nazca, con dos picos cilíndricos verticales y con asa puente.

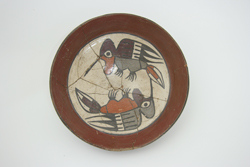
Plato con pintados de colibríes.

Estudiada por Max Uhle, John Rowe, Alfred Kroeber, Dorothy Menzel y Donald Proulx, la cerámica nazca es considerada como la mejor lograda del antiguo Perú, por su alta calidad y variedad.
Una técnica peculiar usada fue que antes de la cocción del ceramio se pintaba o decoraba toda su superficie. Esta decoración destaca por su policromía y su complejidad. Usaban hasta once gradaciones de color en una sola pieza, y manejaban unos 190 matices diferentes.
La forma más típica de las vasijas es el cántaro globular con dos picos o vertederos y con asa-puente, esquema básico que adopta una infinidad de variantes, sea en el cuerpo, que adopta diferentes formas, sea en los caños, cuya extensión es muy variable. También fabricaron ollas esféricas, tazas y vasos. 

### Escultura
La escultura de la cultura Nazca se caracterizó por la creación de representaciones tridimensionales de seres humanos, animales y elementos de la naturaleza. A continuación, se proporciona más información sobre la escultura de la cultura Nazca:
Los nazcas tallaban figuras de piedra, madera y cerámica. Se cree que la mayoría de sus esculturas eran pequeñas, con una altura promedio de 20 a 30 cm.
Las esculturas nazcas más conocidas son las cabezas trofeo, talladas en piedra y representando cabezas humanas con rasgos exagerados y detalles realistas. También se encontraron figurillas que representan animales, como felinos, aves y serpientes, así como objetos cotidianos, como ollas y vasijas.
Se cree que la escultura nazca se utilizaba principalmente en contextos funerarios y ceremoniales, y que tenía un fuerte componente religioso.
La técnica de tallado de la piedra utilizada por los nazcas era bastante rudimentaria y se basaba en el uso de herramientas de percusión, como cinceles y martillos. También se utilizaban abrasivos como arena y piedra pómez para pulir y dar forma a la piedra.
Técnicas
La cultura Nazca se destacó en la escultura de piedra, utilizando una variedad de técnicas para crear obras de arte detalladas y elaboradas. Algunas de las técnicas de la escultura Nazca incluyen:
Percusión: La técnica de percusión implicaba golpear la piedra con un martillo para tallarla y darle forma. Esta técnica permitió a los artistas Nazca crear detalles finos y texturas precisas en la superficie de la piedra.
Abrasión: La abrasión consistía en frotar la piedra con materiales abrasivos como arena o piedra pómez para pulirla y suavizarla. Esta técnica se utilizó para crear superficies suaves y uniformes en las esculturas Nazca.
Incrustación: La incrustación implicaba la inserción de materiales como conchas, huesos y piedras semipreciosas en la superficie de la piedra para crear patrones y diseños intrincados. Esta técnica se utilizó ampliamente en la creación de los famosos vasos ceremoniales de la cultura Nazca.
Modelado: El modelado implicaba dar forma a la arcilla o la cera para crear modelos en relieve que luego se tallarían en piedra. Esta técnica se utilizó para crear moldes para la producción en serie de esculturas.
Pulido: El pulido implicaba frotar la piedra con un material duro y plano para crear una superficie brillante y lisa. Esta técnica se utilizó para pulir esculturas de piedra y para crear espejos de obsidiana.
La escultura nazca se caracterizó por la atención al detalle y la precisión en la representación de los rasgos faciales y corporales de las figuras.
Otra característica notable es el llamado «horror al vacío», es decir, que los ceramistas no dejaron en ninguna de sus cerámicas algún espacio sin pintar o decorar. En estas piezas se presentan elementos de la vida cotidiana, tales como flores, frutos, aves, animales e insectos, como también personajes mitológicos o que combinan atributos humanos y animales.
Los motivos Nazca se dividen en tres categorías:
- Naturalistas: ilustran el medio ambiente.
- Míticos o religiosos: nos revelan la percepción que tenían los Nazcas del mundo espiritual.[19]
- Geométricos: destacan círculos, semicírculos, rombos, líneas, espirales, escalones, etc.

Dorothy Menzel dividió la cerámica nazca en nueve fases:
- Fase 1, cerámica policroma, con una técnica especial de cocción que le da un acabado lustroso, con motivos naturalistas.
- Fases 2, 3 y 4 (Nazca Monumental), que desarrolla los temas y formas de la fase anterior.
- Fase 5, es una fase de transición, con mayores cuidados en el acabado y la pintura, primordialmente sobre fondo blanco.
- Fases 6 y 7 (Nazca Prolífero), en la que aparecen una proliferación de diseños locales. Desplaza totalmente a Nazca Monumental.
- Fase 8 (Disyuntivo), continúa la fase anterior, pero con influencias foráneas, posiblemente huari y de la costa central.
- Fase 9, corresponde palmariamente a una fase cerámica huari.

### Textilería
Los nazca fueron herederos de cultura topará (llamada antes Paracas-Necrópolis) en lo que se refiere a la elaboración de finísimos mantos o telas, aunque no lograron la misma calidad y suntuosidad en los acabados. De todos modos destaca por la variedad de técnicas empleadas y la complejidad de los diseños. Para elaborar los tejidos, utilizaron algodón y lana de camélidos. Dominaron las técnicas de embrocado, tapicería, gasa, telas pintadas, tejido tridimensional y bordados. Estos últimos son particularmente notables. Sobre la tela llana de algodón bordaban con la lana de camélidos teñida con variados colores. Los ceramistas nazca trasladaron estos diseños a la superficie de sus vasijas.

### Orfebrería
Utilizaban el oro y la plata para hacer máscaras, orejeras, narigueras y otros objetos rituales, adornados por medio del repujado, ya que eran láminas. Estos objetos eran para usos ceremoniales y/o religiosos.

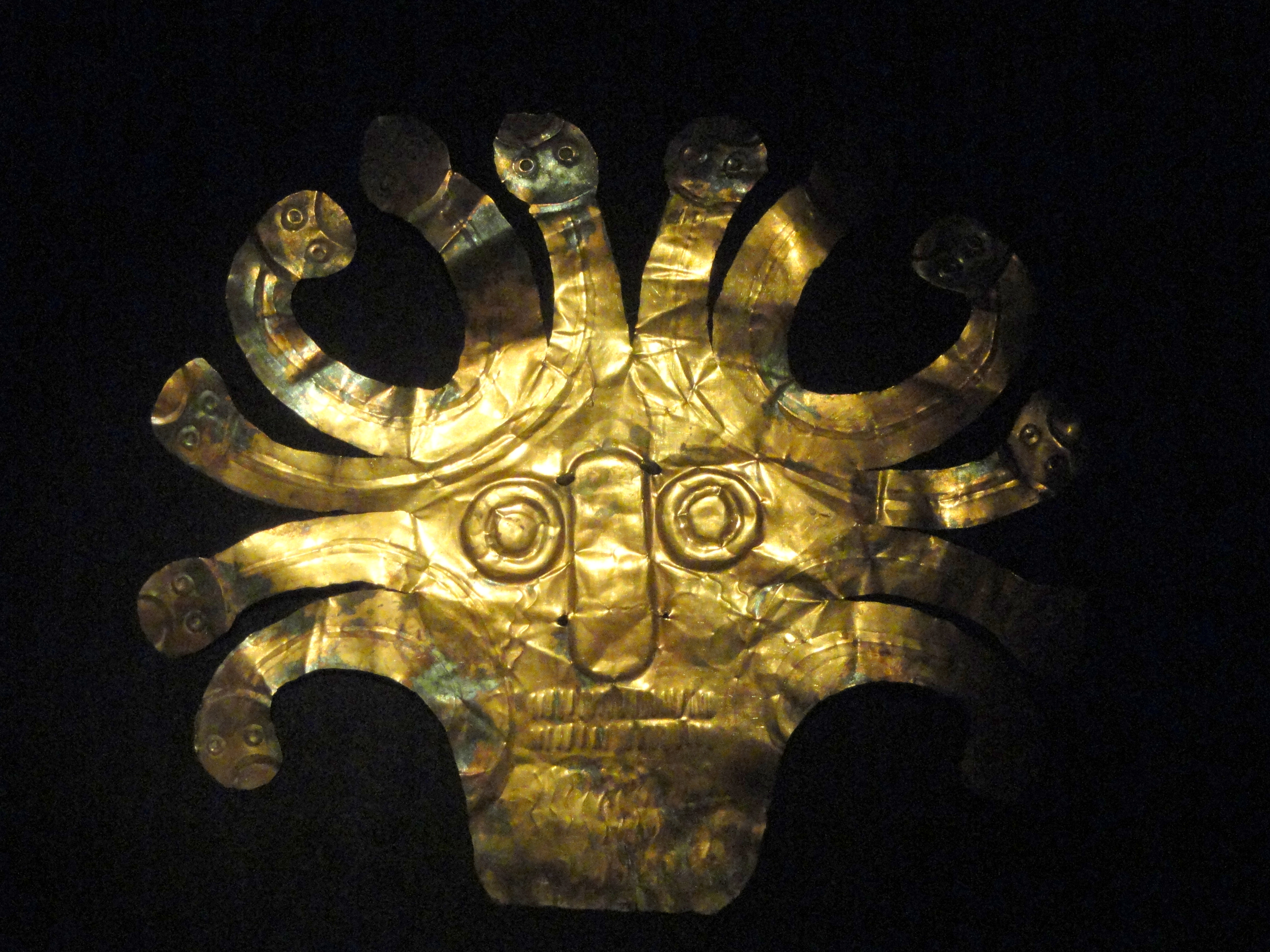
Máscara de oro

### Cabezas-trofeo

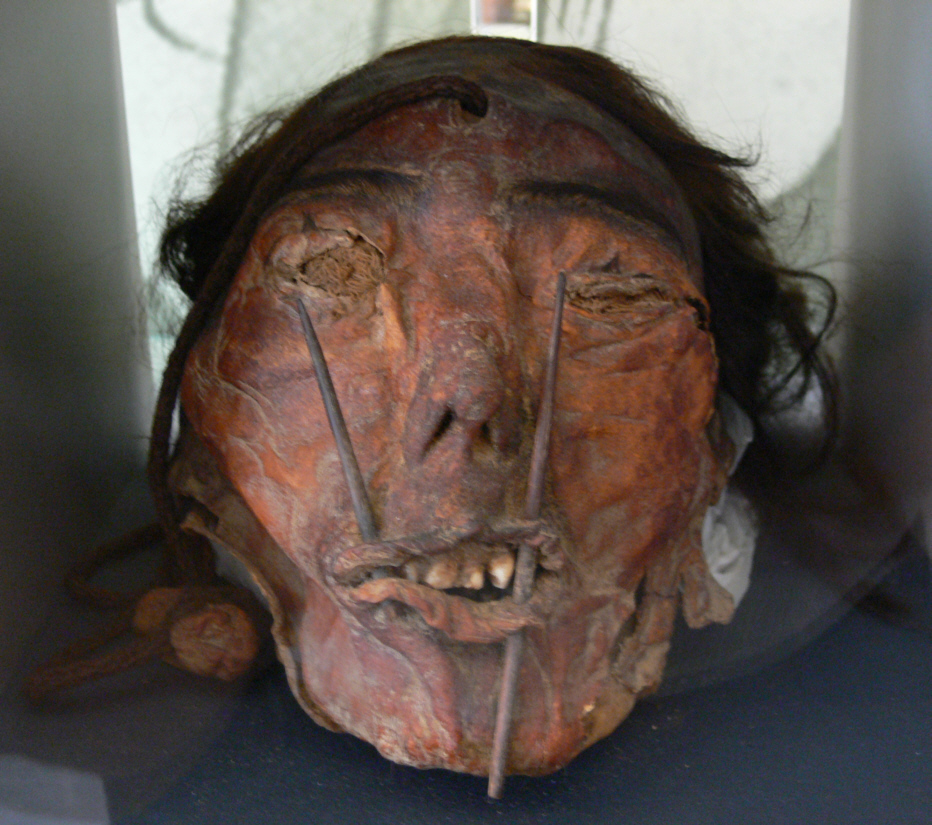
Cabeza trofeo nazca.

La práctica de las cabezas trofeo o cabezas humanas decapitadas convertidas en trofeos, tuvieron su origen en las culturas Chavín y Paracas, aunque bajo los nazca alcanzaron una gran difusión. Tanto así, que hasta se hallan representadas profusamente en la temprana cerámica nazca.
Para elaborar estas cabezas, se sacaba el cerebro por la base del cráneo; luego la boca era cosida o cerrada con espinas, y se hacía un pequeño hueco en la frente, por donde pasaba una cuerda para que pudiesen ser colgadas a la cintura o al cuello. 
Sobre su finalidad, está muy difundida la creencia de que se trataban de trofeos de guerra: el guerrero vencedor tenía derecho de cortar la cabeza al enemigo vencido y convertirla en un trofeo que llevaba siempre consigo. Sería también como un ritual de prevención de cualquier daño que pudiera hacer el espíritu del guerrero muerto. Sin embargo, el hallazgo de cabezas de niños y mujeres que no están asociadas a contextos bélicos, ha hecho suponer que fueran más bien prácticas vinculadas al culto de la fertilidad.
De acuerdo a estudios realizados en las tumbas de Cahuachi y otros lugares nazcas, Helaine Silverman sugiere que aproximadamente el 5% de los habitantes de Nazca terminaron como cabezas-trofeo, lo que nos da una idea de la enorme difusión de esta práctica.

### Música
La construcción de antaras de cerámica que superan a todos los instrumentos musicales de América precolombina. Las antaras de Nazca poseen 8, 9, 10, 11 notas diferentes. Se trata de escalas cromáticas.
Esta afirmación está sustentada por importantes musicólogos extranjeros y peruanos como Charles Mead (1924), Raoul y Marguerite D`harcourth (1925), Carlos Vega (1932), Mariano Béjar Pacheco (1935), André Sas Orchassal (1938-1939), Robert Stevenson (1959), Alberto Rossel Castro (1960), César Bolaños (1980-1988), Américo Valencia Chacón (1982), Miguel Oblitas Bustamante (1984-2009), Arturo Ruiz del Pozo (1992), Giuseppe Orefici (1999), Anna Gruczinska (2001), Milano Trejo y Carlos Mansilla (2006).
Otros instrumentos musicales hallados en las tumbas de los nazcas  —construidos de cerámica— son quenas, trompetas, bombos y tambores. En el caso de los tambores nazca, el parche era colocado en la parte de abajo y para hacerlo sonar, se ponía de costado. Todos estos instrumentos musicales están decorados muy artísticamente, con escenas o dibujos míticos, y de animales estilizados, todos de características policroma. Muchas veces, los instrumentos tenían también formas antropomorfas, como cabezas de personas, o también de animales.

## Creencias
La civilización nazca realizaba rituales a las divinidades del mar, el cielo, la tierra, el fuego, el agua, el viento y al dios creador. Gran parte de sus construcciones y elaboraciones, se hacían para los dioses, con el fin de que no hubiera sequías, y que los canales no se secaran. Su religión también tenía que ver mucho con el misterio de las Líneas de Nazca, que son consideradas por algunos como un círculo agrícola y calendario astronómico, pero otros dicen que estas eran lugar de numerosos rituales dedicados a sus dioses.

## Entierros y fardos funerarios

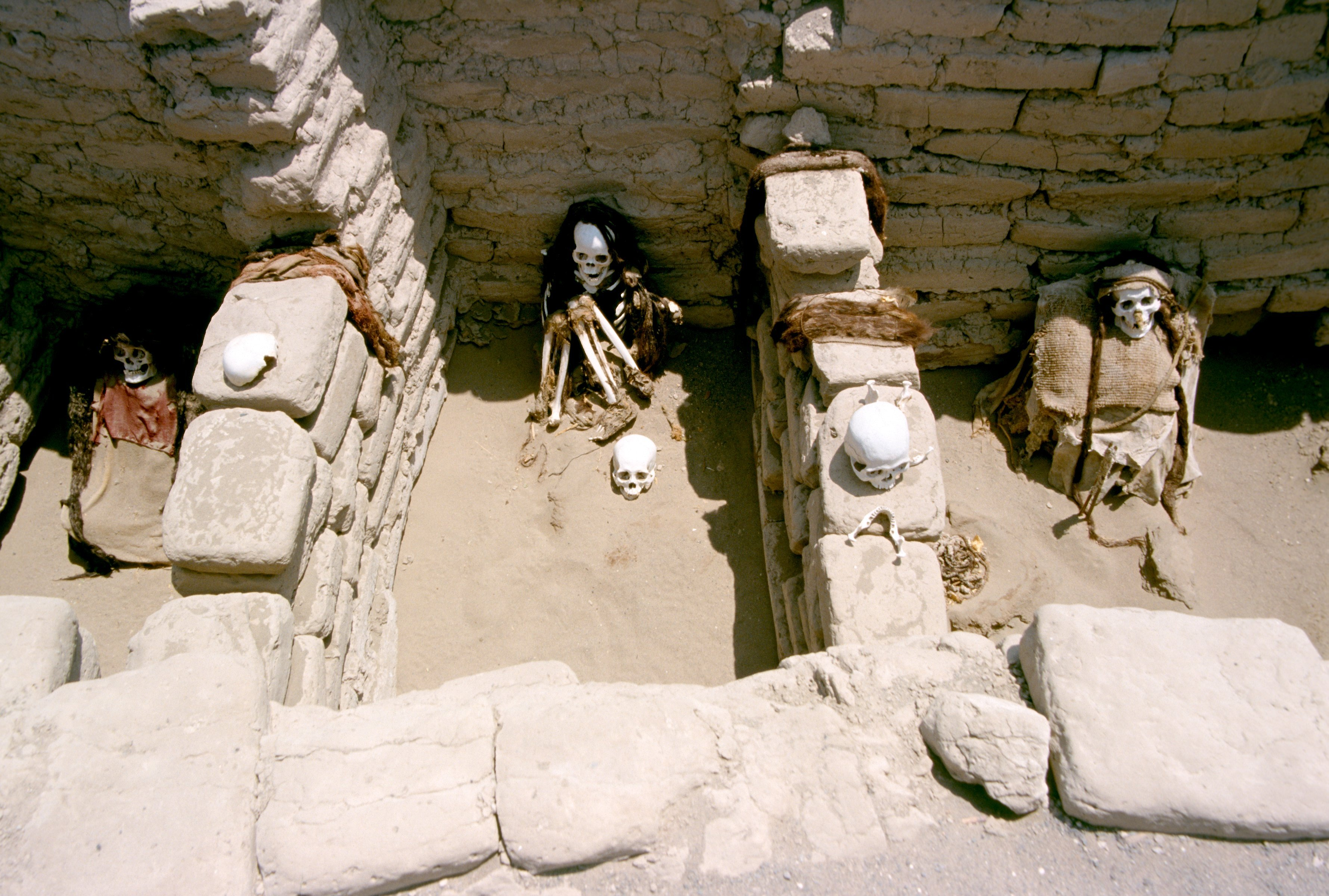
Tumbas nazca en Chauchilla.

Los entierros típicos de los nazca son en general individuales, dentro de un pozo poco profundo. En las época de Nasca Medio y Tardío aparecieron entierros en cámaras funerarias profundas, con las paredes revestidas y con mayores ajuares que en épocas anteriores, lo que sugiere la aparición de elites poderosas y una mayor diferenciación social. En el sitio de La Muña, en el valle de Palpa, se han registrado este tipo de cámaras funerarias, asociadas con arquitectura ceremonial, pero por desgracia, ya estaban devastadas por los huaqueros.
La posición de la persona enterrada puede ser flexionada o echada. Los cuerpos flexionados (posición fetal) están envueltos con varias capas de mantos, hasta formar un fardo, similar a la de la cultura paracas. Algunos fardos cuentan con la llamada «cabeza falsa», un pequeño bulto en la parte superior, que simula una cabeza. Acompañan al entierro una variedad de ofrendas, mates o vasijas llenas de alimentos, armas, así como una serie de complementos de vestir como gorros, penachos y ramilletes. La importancia del difunto se puede determinar por la complejidad del techado de la cámara y la cantidad de objetos que encierra. Las tumbas de los hombres y mujeres del pueblo carecen de lujo.
Un típico cementerio nazca se halla en Chauchilla, a 30 km de la actual ciudad de Nazca. Está compuesto por cámaras funerarias y fosas techadas de caña y barro. Por desgracia ha sido saqueado intensamente, perdiéndose buena parte de la información que guardaba. Actualmente las momias se hallan expuestas al medio ambiente.

## Galería

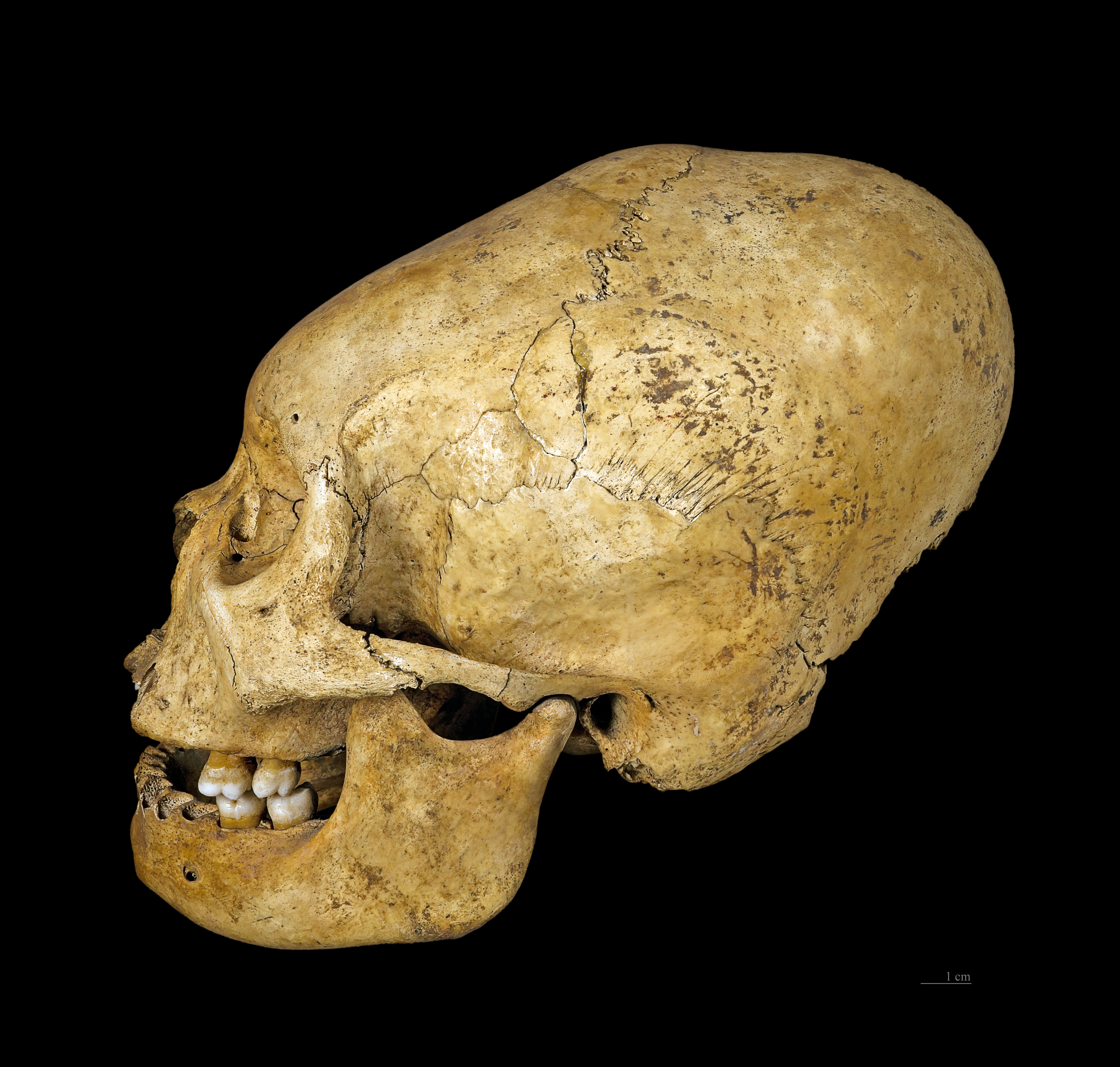
Cráneo deformado perteneciente a la cultura Nazca.
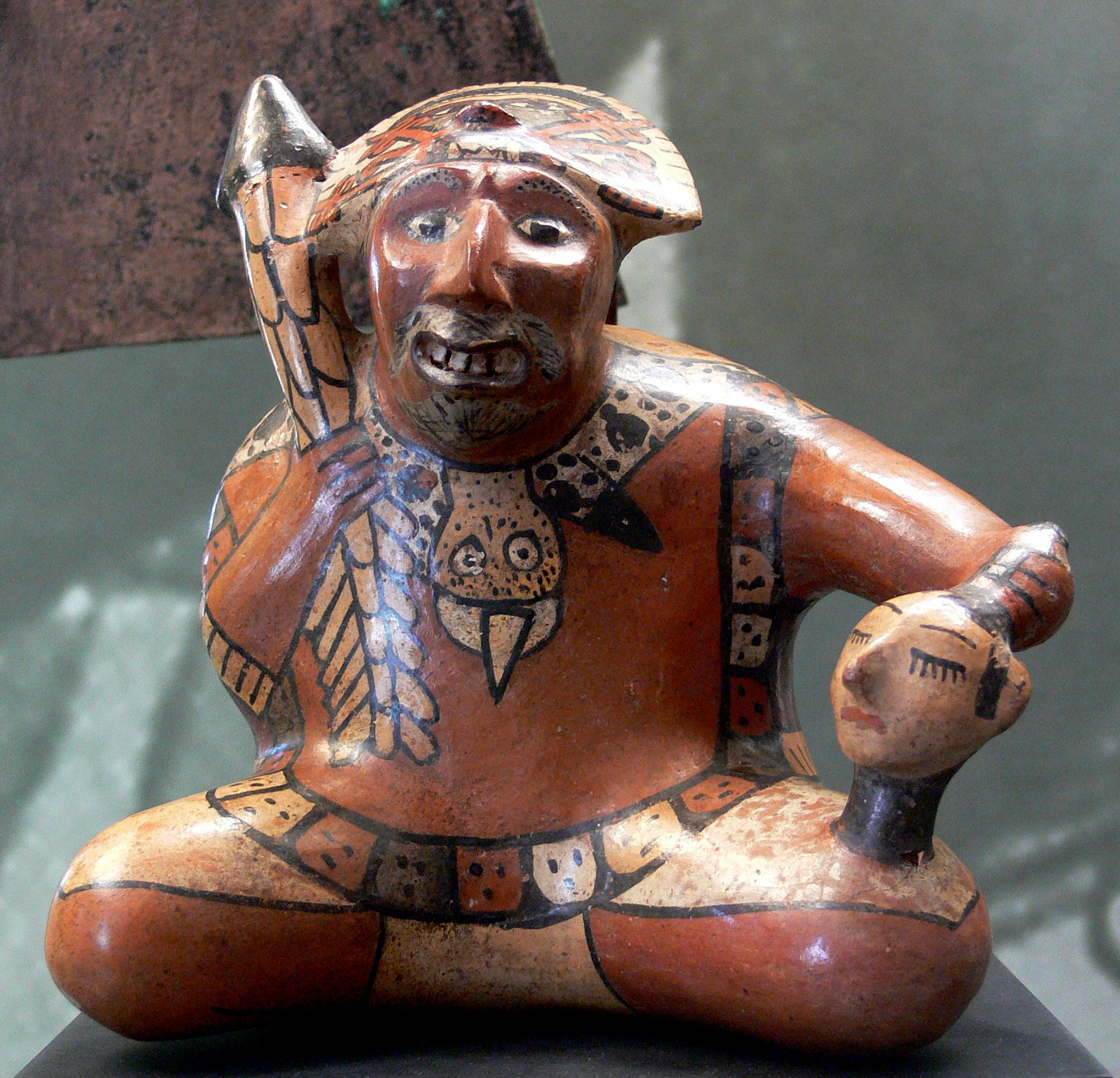
Representación de un guerrero sosteniendo una cabeza trofeo
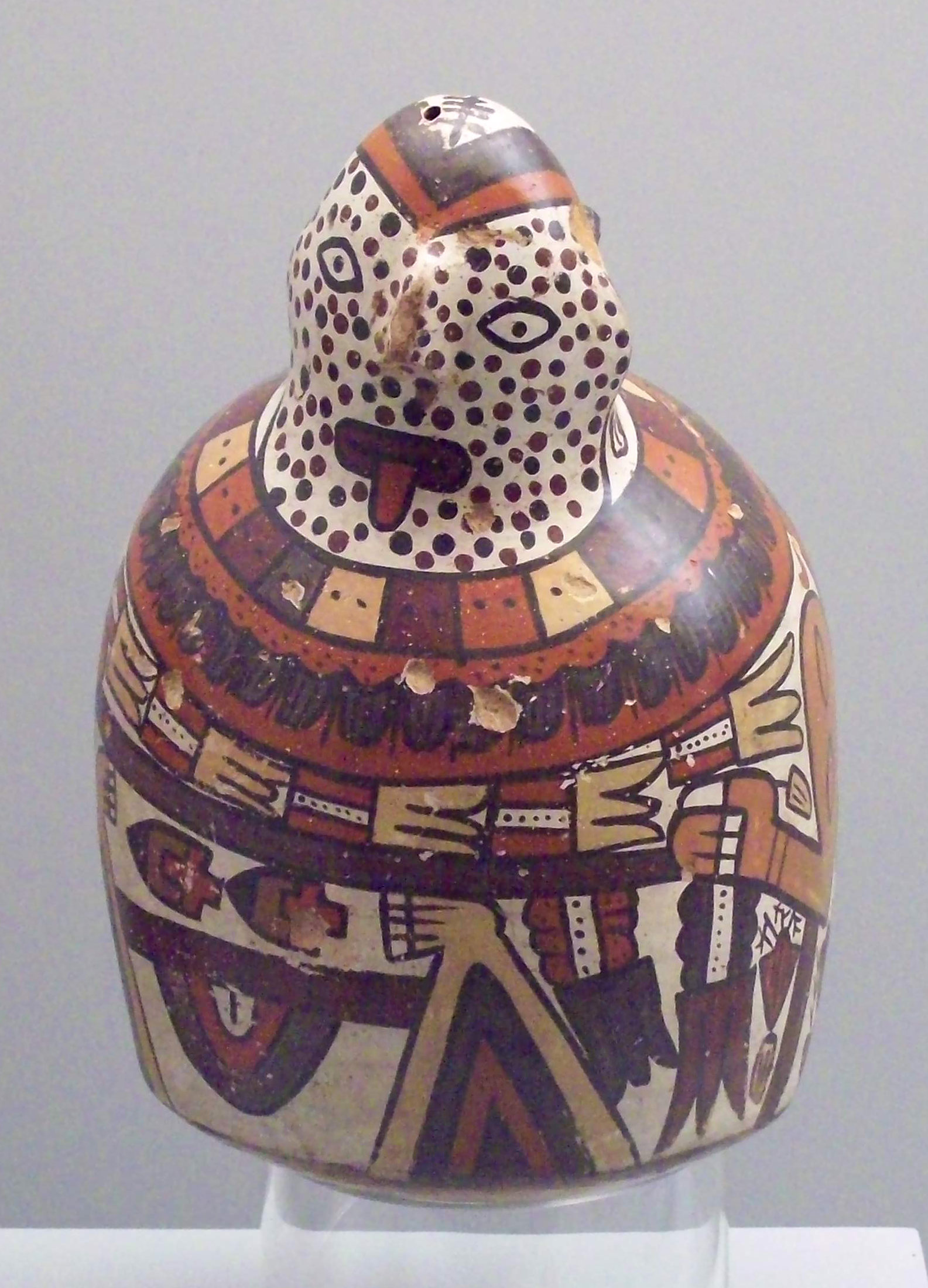
Vasija pictórica de factura Nazca.
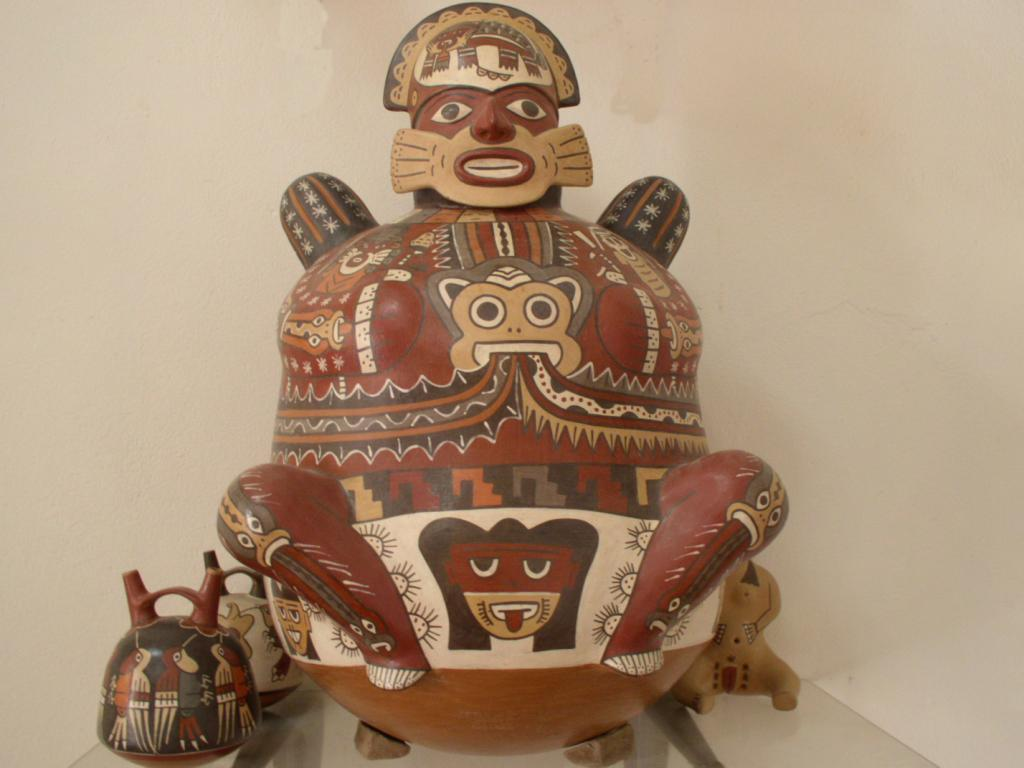
Cerámica escultórica Nazca.
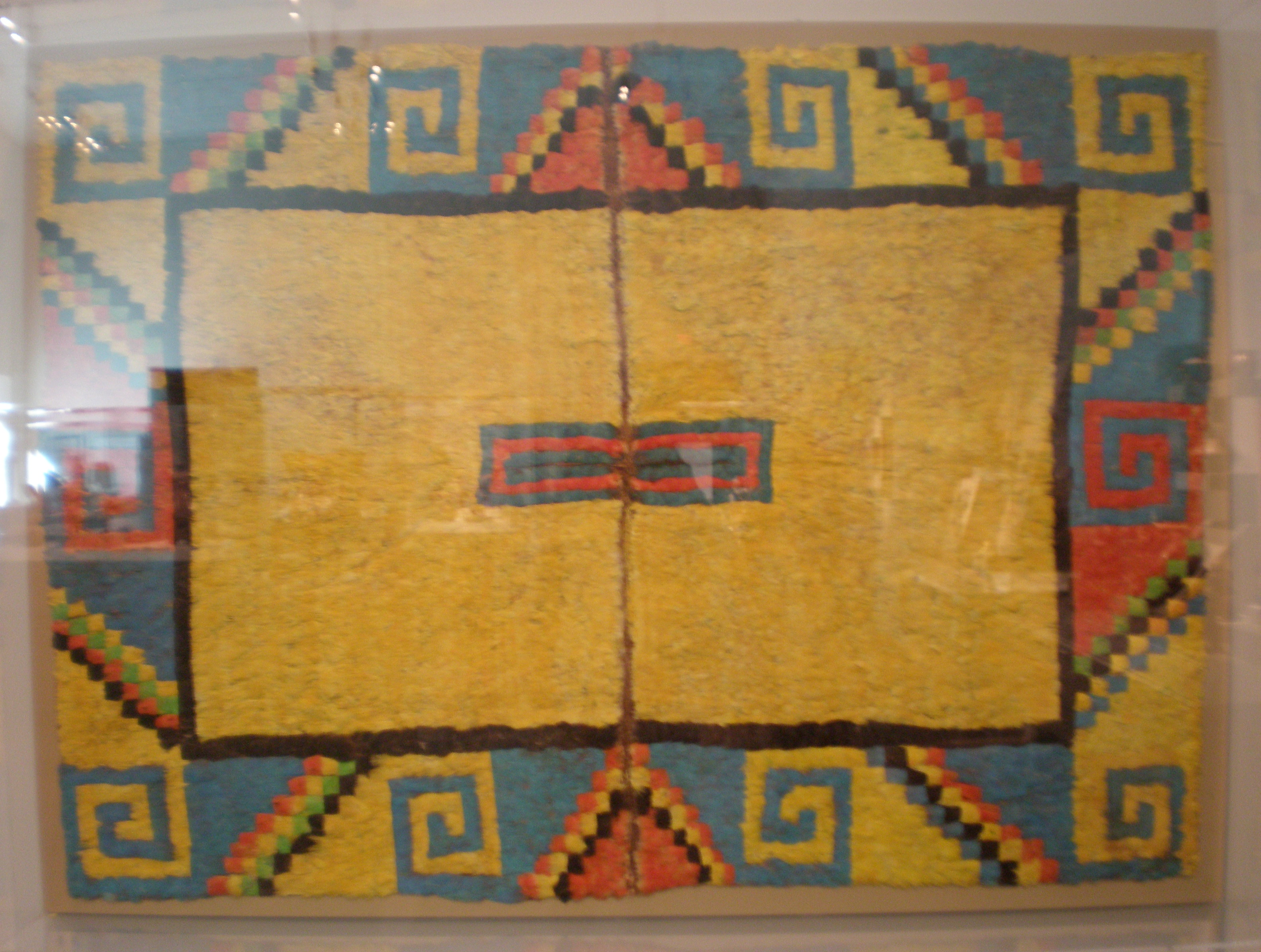
Arte plumario de la cultura Nazca.
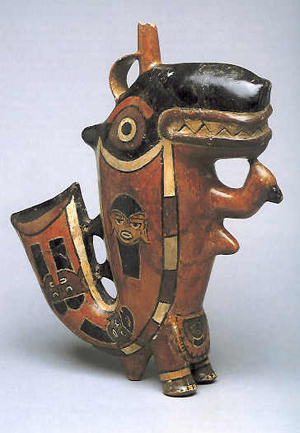
Figura zoomorfa. Orca mítica.
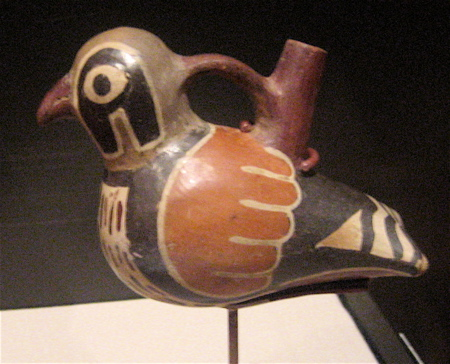
Ave.
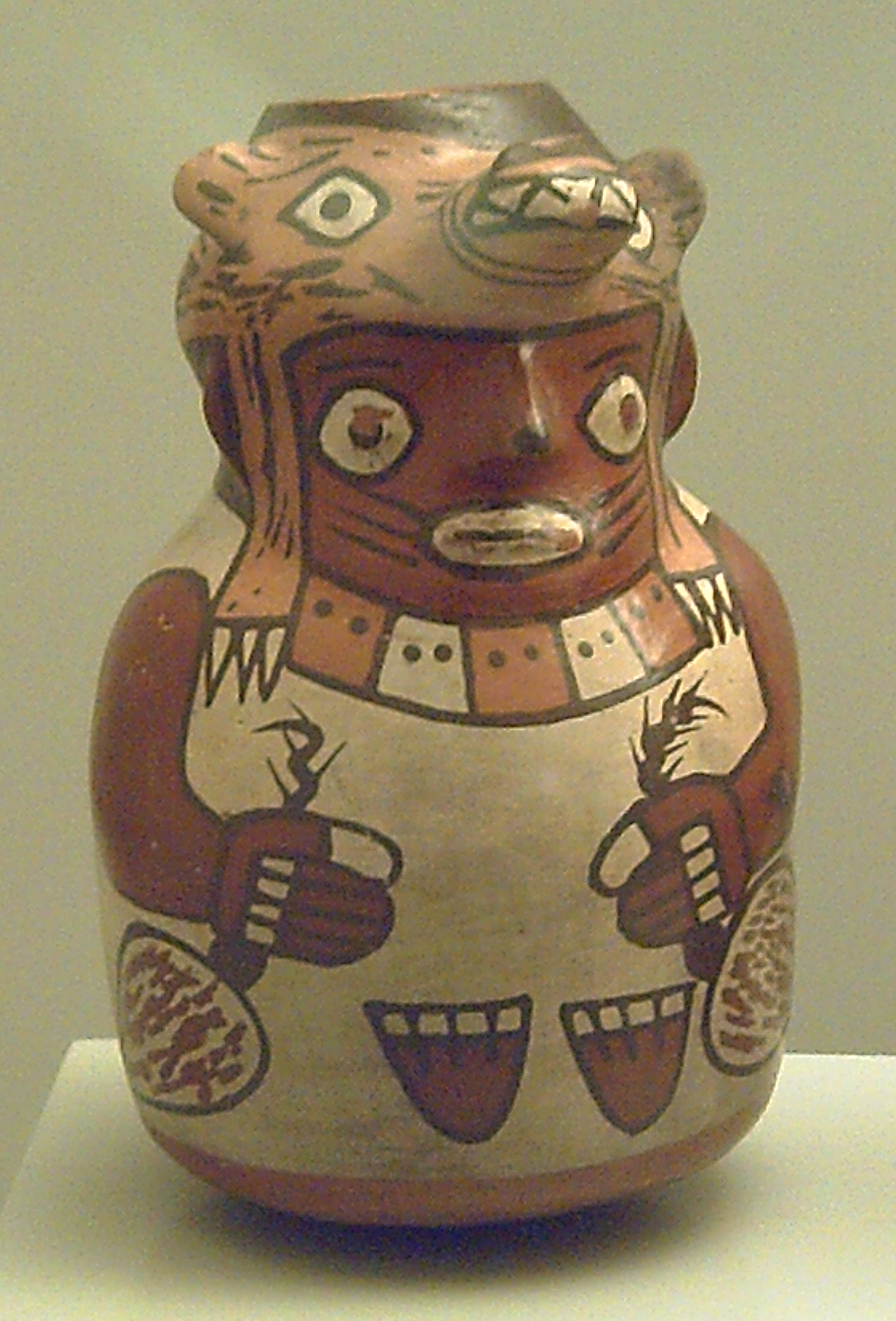
Cerámica antropomorfa. Varón con tocado.